# Zorzines subregalis
Zorzines subregalis är en fjärilsart som beskrevs av Inoue 1992. Zorzines subregalis ingår i släktet Zorzines och familjen nattflyn. Inga underarter finns listade i Catalogue of Life.